# Spiziapteryx circumcincta
Il falchetto alimacchiate (Spiziapteryx circumcincta (Kaup, 1852)) è un uccello rapace della famiglia dei Falconidi, diffuso in Sud America. È l'unica specie nota del genere Spiziapteryx.

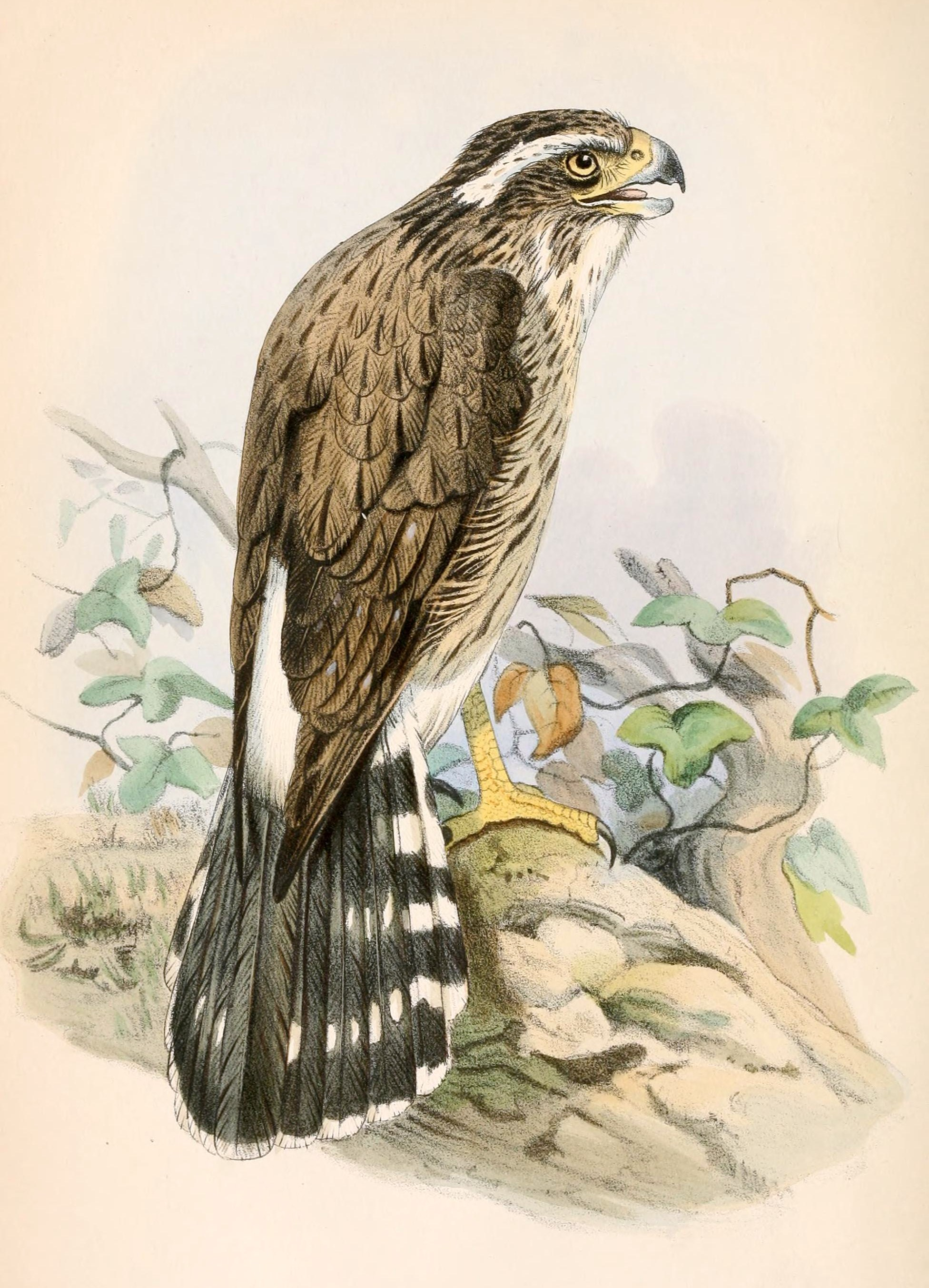

## Descrizione
È un rapace di piccola taglia, lungo 25–31 cm e con un'apertura alare di 47–58 cm.

## Biologia
Si nutre in prevalenza di insetti (cavallette, cicale, coleotteri), ma anche di lucertole, piccoli roditori (p.es Microcavia spp.) e uccelli.

## Distribuzione e habitat
La specie è diffusa in Argentina, Bolivia, Paraguay e Uruguay.